# Berceni (okręg Prahova)
Berceni – wieś w Rumunii, w okręgu Prahova, w gminie Berceni. W 2011 roku liczyła 2525 mieszkańców.